# Lego Legacy: Héroes Liberados
Lego Legacy: Héroes Liberados es un videojuego de estrategia por turnos de Lego desarrollado y publicado por Gameloft. Fue lanzado en la App Store, Google Play y Microsoft Store como un juego de descarga gratuita. El juego se centra en una ubicación ficticia llamada Piptown, que sirve como centro central del juego para acceder a los desafíos, campañas, eventos, tiendas, premios y arena de batalla. Fue diseñado para jugadores de todas las edades y tiene como objetivo dar vida a los 40 años de historia de minifigura, al tiempo que presentar juguetes clásicos de Lego del pasado. Aunque el juego es gratuito, hay algunos atajos que se pueden hacer con la comprar dentro del juego.

## Jugabilidad
Lego Legacy: Héroes Liberados es un videojuego de estrategia por turnos que incorporar minifiguras de Lego coleccionables. Los personajes se describen como residentes de Piptown. El juego le permite al jugador crear un equipo de cinco minifiguras, que se usan para luchar en campaña, eventos y contra otros jugadores en la arena de batalla.
Los jugadores avanzan en el juego viajando a través de mapas y completando batallas contra otros equipos de personajes que no son los jugadores. Las minifiguras se puede desbloquear en el camino, saqueando campañas y encontrando mosaicos de personajes. Los personajes también pueden subir de nivel y mejorar desbloqueando nuevas habilidades y equipo. Varios personajes solo se pueden desbloquear durante eventos especiales o comprando fichas en la tienda del juego.
Cada minifigura tiene su propio conjunto único de habilidades y está diseñada para actuar como parte de un equipo. Por lo tanto, los jugadores tiene la capacidad de personalizar su equipo ultilizando una selección de personajes de minifiguras para optimizar su rendimiento en la batalla.
El juego también implica desbloquear y construir sets de Lego, que puede mejorar las habilidades de ciertos personajes. Los sets fueron diseñado para ser representaciones precisa de los sets clásicos de Lego. Cada sets incluye incluye su carátula original y el jugador puede construirlo digitalmente para recrear la construcción de sets de la vida real. Al igual que los personajes de minifiguras, los sets se desbloquean saqueando y encontrando mosaico y se puede subir de nivel para desbloquear habilidades, y algunos sets solamente estarán disponibles durantes los eventos especiales.
La arena de batalla ofrece a los jugadores la oportunidad de luchar contra otros jugadores para probar el rendimiento de su equipo y ascender en la clasificación.

## Minifiguras
La colección de personajes de minifiguras jugables se basa en minifiguras de Lego reconocibles que se han lanzado a lo largo de la historia, como minifiguras coleccionables o como parte de uno de los temas de Lego. Las minifiguras se agrupa en diferentes tipos e incluye espacios clásicos, piratas, pueblo y ciudad, castillo, coleccionables, Ninjago y Cazafantasmas.

## Desarrollo y lanzamiento
Con el fin de recrear las minifiguras y los sets de Lego en forma digital y con gran precisión, Gameloft Toronto dedicó tiempo a estudiar la gama completa de minifiguras de Lego con el equipo completo de archivo de Lego en Billund, Dinamarca. La gama de minifiguras en el estudio incluyó todas las minifiguras lanzada, desde la primera minifigura creada en 1978. El objetivo era reproducir la nostalgia de minifiguras y los sets de Lego que los jugadores pueden haber experimentado en su juventud, al mismo tiempo que celebra las múltiples generaciones de minifiguras de pasado y presente.
El juego fue desarrollado y lanzado por Gameloft el 27 de febrero de 2020.

## Recepción
David Chapman de Common Sense Media le dio al juego una clasificación de cuatro sobre cinco estrellas y comentó: "Si bien Lego Legacy: Héroes Liberados es un juego de estrategia sólido por si solo, su verdadero atractivo es que el juego nunca se toma así mismo en serio. Simplemente hay algo, es divertido ver un tipo traje de perritos caliente construir un microondas de Lego explosivo para golpear a el equipo contrario. Es ese humor irónico más que cualquier otra cosa lo que hará que los jugadores regresen. Lo cual es algo bueno, sin duda, porque el juego puede volverse un poco repetitivo después de un tiempo".